# Galeruca reiterit
Galeruca reiterit là một loài bọ cánh cứng trong họ Chrysomelidae. Loài này được Havelka miêu tả khoa học năm 1958.